# Festival Internacional de Cine de Guanajuato
El Festival Internacional de Cine de Guanajuato es un evento anual celebrado en las ciudades de San Miguel de Allende y Guanajuato, México. Desde 1998, el festival se lleva a cabo durante la última semana de julio, y exhibe producciones cinematográficas mexicanas e internacionales.
Conocido inicialmente como Expresión en Corto International Film Festival, el evento opera como una organización sin ánimo de lucro, ya que es un encuentro cultural patrocinado por el estado con entrada libre y gratuita. El GIFF estima una asistencia de más de 90000 personas y recibe más de 3000 propuestas de 109 países participantes en su competencia internacional. Presenta una variedad de películas, conferencias, talleres, homenajes y actividades sin costo para el público visitante.

## Escenarios
Más de 400 películas se proyectan desde las 10 de la mañana hasta las 4 de la madrugada cada día en 20 lugares exóticos como el Jardín Principal de San Miguel de Allende, la clásica escalera al aire libre de la Universidad de Guanajuato, las calles subterráneas y túneles bajo la ciudad y el Museo de las Momias. También se realizan proyecciones en espacios más convencionales como el Teatro Ángela Peralta, el Centro Cultural Ignacio Ramírez - El Nigromante, el Teatro Santa Ana, la Galería Kunsthaus Santa Fe, el Auditorio del Estado de Guanajuato y el Teatro Principal.

## Categorías y premios
La competencia internacional es una de las más grandes de México, con películas que compiten en una variedad de categorías que incluyen: Cortometraje de ficción, cortometraje de animación, cortometraje experimental, cortometraje documental, largometraje documental y ópera prima, tanto en México como en el extranjero. El GIFF premia a los ganadores con películas en 35mm y 16mm, servicios de revelado, transferencias de vídeo a película, paquetes de equipos de producción y servicios de postproducción, así como becas para estudios de pregrado y postgrado.
Como un festival de cine reconocido por la BAFTA, todas las películas aceptadas y proyectadas en el Festival Internacional de Cine de Guanajuato califican para ser consideradas en los Premios de Cortometrajes de la Academia Británica de Orange.